# Dorcadion phenax
Dorcadion phenax là một loài bọ cánh cứng trong họ Cerambycidae.